# Oneirodes schmidti
Oneirodes schmidti is een  straalvinnige vissensoort uit de familie van armvinnigen (Oneirodidae). De wetenschappelijke naam van de soort is voor het eerst geldig gepubliceerd in 1932 door Regan & Trewavas.
De soort staat op de Rode Lijst van de IUCN als niet bedreigd, beoordelingsjaar 2009.